# Kaitō Yamaneko
Kaitō Yamaneko (怪盗 山猫) est une série télévisée japonaise de dix épisodes de 54 minutes diffusée entre le 16 janvier et le 19 mars 2016 sur NTV.
Cette série est inédite dans tous les pays francophones.

## Histoire
Yamaneko est un voleur mystérieux et excentrique qui agit contre de riches personnalités corrompues tout en exposant leurs méfaits. Hideo est un journaliste qui écrit sur le Yamaneko. Enfin, Mao est une lycéenne malmenée par certains de ses camarades mais qui se révèle être un hacker.

## Distribution
- Kazuya Kamenashi : Yamaneko
- Hiroki Narimiya : Hideo Katsumura
- Suzu Hirose : Mao Takasugi
- Kuranosuke Sasaki (en) : Shugo Sekimoto
- Nanao : Sakura Kirishima
- Nene Ōtsuka : Rikako Hosho
- Yukiya Kitamura (en) : Ken'ichiro Todo (épisodes 1 à 7)
- Hiroyuki Ikeuchi : Inui (épisodes 3 à 10)
- Shizuka Nakamura (en) : Anri Akamatsu